# Qatargas
Qatargas è una compagnia che tratta gas naturale in Qatar. Produce gas naturale da piattaforme offshore, che viene successivamente trattato dall'impianto di Ras Laffan come gas naturale liquefatto (GNL), attraverso tre unità di liquefazione. La compagnia fu fondata nel 1984 e attualmente ha come azionisti Qatar Petroleum, Esso, Total, Mitsui e Marubeni.
Qatargas II, una joint venture della Qatar Petroleum con ExxonMobil, presenta due unità di trattamento del GNL. E attualmente impegnata nella costruzione del terminal South Hook LNG a Milford Haven, nel Galles.
Oltre al progetto QatarGasII, sono in costruzioni altri due impianti. Qatargas III come joint venture tra Qatargas e ConocoPhillips; Qatargas IV come joint venture tra Qatargas e la Shell. Inizialmente trattati come progetti separati, Qatargas 3&4 sono ad oggi in fase di costruzione da parte di un team congiunto, chiamato JADT.